# 독산역
독산역(Doksan station, 禿山驛)은 서울특별시 금천구 가산동과 독산동에 걸쳐 위치한 수도권 전철 1호선의 전철역이다. 부기역명은 하안동입구(下安洞入口, Haan-dong)로, 이전에는 역명판에도 표기되어 있었지만 교체된 역명판에는 표기되어있지 않다. 인근 안양천을 경계로 경기도 광명시 하안동과 매우 가까이 인접하고 있다. 2022년 기준 일평균 승하차수는 31,244명, 1호선 전체 24위로 수도권 전철 1호선 지선 구간(구로~신창)의 급행통과역들 중 승하차수가 가장 많을 뿐더러 해당 구간의 웬만한 급행정차역들보다도 더 많다.

## 역사
1995년 5월 9일에 서울특별시와 철도청이 서울특별시 금천구 가산동·독산동, 경기도 광명시 하안동 주민들의 교통 불편을 해소하기 위하여 독산역 공사 계획을 발표했다. 그러나 철도청이 김영삼 대통령의 공약 사업이라는 이유로 《도시계획법》에 따른 서울 금천구청의 인가 절차 없이 불법 착공한 사실이 드러나기도 했다.
- 1998년 1월 7일 : 운전간이역으로 영업 개시[6]
- 2002년 3월 13일 : 무배치간이역으로 격하[7]
- 2013년 10월 : 스크린도어 설치

## 역 구조
2면 2선의 상대식 승강장이며, 스크린도어가 설치되어 있다.  중간에 일반열차 및 서울~천안 급행열차가 이용하는 경부1선 통과선이 있다. 출구는 2개있으며, 엘리베이터가 2015년 신설되었다.

### 승강장
| ↑가산디지털단지 |
| \| １           |
| 금천구청↓       |

| 1 | 경부선 | ● 수도권 전철 1호선 | 병점 · 서동탄 · 천안 · 신창 · 광명 방면 |
|   | 경부선 | ● 수도권 전철 1호선 | 통과선                                  |
| 2 | 경부선 | ● 수도권 전철 1호선 | 구로 · 영등포 · 용산 · 광운대 방면      |

## 역 주변
- 광명시 하안동
- 금천구립정보도서관
- 금천구민문화체육센터
- 서울두산초등학교
- 빅마켓 금천점(구.롯데마트 금천점)
- 시흥대로
- 홈플러스 금천점(구.코카콜라)
- 구로세관
- 금천구청
- 금천구청보건소
- 시흥1동행정복지센터
- 금천파출소
- 금나래초등학교
- 시흥동
- 독산동방면

## 사진

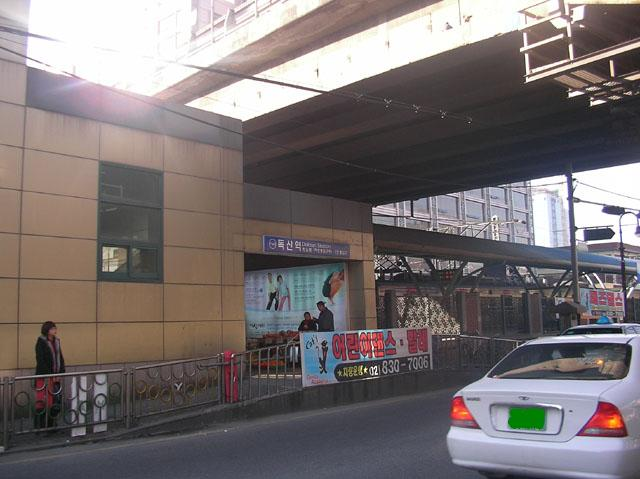
1번 출구 (2006.12.16)
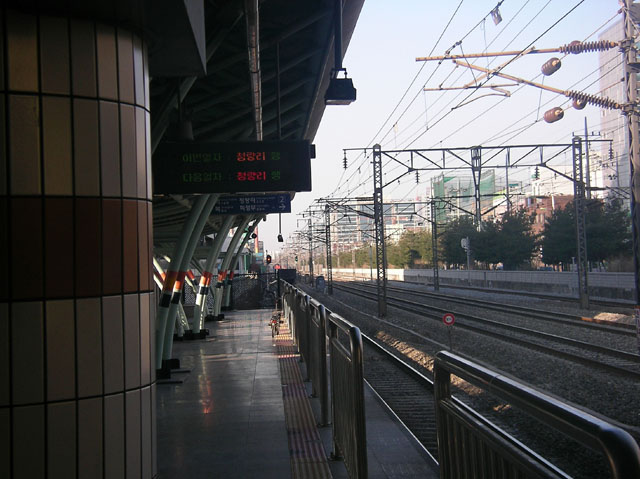
스크린도어 설치 이전의 승강장

## 승차량 변동
| 노선   | 승차 인원 | 승차 인원 | 승차 인원 | 승차 인원 | 승차 인원 | 승차 인원 | 승차 인원 | 승차 인원 | 주 석 |
| 노선   | 2000년    | 2001년    | 2002년    | 2003년    | 2004년    | 2005년    | 2006년    | 2007년    | 주 석 |
| ------ | --------- | --------- | --------- | --------- | --------- | --------- | --------- | --------- | ----- |
| 경부선 | 10057     | 12248     | 13494     | 15095     | 11625     | 11673     | 11710     | 12615     | [ 8 ] |
| 노선   | 2008년    | 2009년    | 2010년    | 2011년    | 2012년    | 2013년    | 2014년    | 2015년    |       |
| 경부선 | 13573     | 13941     | 14250     | 14601     | 14944     | 15249     | 15220     | 15513     | [ 8 ] |

## 인접한 역
| 경부선                                      | 경부선                                    | 경부선                                     |
| ------------------------------------------- | ----------------------------------------- | ------------------------------------------ |
| P142 가산디지털단지 광운대 방면 영등포 방면 | ● 수도권 전철 1호선 경부선 완행 광명 셔틀 | P144 금천구청 서동탄 · 신창 방면 광명 방면 |